# Макавао (Гаваї)
Макавао (англ. Makawao) — переписна місцевість (CDP) в США, в окрузі Мауї штату Гаваї. Населення — 7297 осіб (2020).

## Географія
Макавао розташоване за координатами 20°50′54″ пн. ш. 156°19′8″ зх. д. / 20.84833° пн. ш. 156.31889° зх. д. (20.848392, -156.318815).  За даними Бюро перепису населення США в 2010 році переписна місцевість мала площу 8,98 км², уся площа — суходіл.

## Демографія
Згідно з переписом 2010 року, у переписній місцевості мешкали 7184 особи в 2563 домогосподарствах у складі 1754 родин. Густота населення становила 800 осіб/км².  Було 2702 помешкання (301/км²).
Расовий склад населення:
| - 38,2 % — білих - 15,9 % — азіатів - 8,4 % — вихідців з тихоокеанських островів - 0,6 % — корінних американців - 0,4 % — чорних або афроамериканців - 1,0 % — осіб інших рас |

До двох чи більше рас належало 35,5 %. Частка іспаномовних становила 15,1 % від усіх жителів.
За віковим діапазоном населення розподілялося таким чином: 24,2 % — особи молодші 18 років, 65,0 % — особи у віці 18—64 років, 10,8 % — особи у віці 65 років та старші. Медіана віку мешканця становила 38,4 року. На 100 осіб жіночої статі у переписній місцевості припадало 96,4 чоловіків;  на 100 жінок у віці від 18 років та старших — 93,7 чоловіків також старших 18 років.
Середній дохід на одне домашнє господарство  становив 66 108 доларів США (медіана — 61 023), а середній дохід на одну сім'ю — 72 289 доларів (медіана — 68 350). Медіана доходів становила 46 382 долари для чоловіків та 34 276 доларів для жінок. За межею бідності перебувало 15,3 % осіб, у тому числі 26,8 % дітей у віці до 18 років та 10,2 % осіб у віці 65 років та старших.
Цивільне працевлаштоване населення становило 3130 осіб. Основні галузі зайнятості: освіта, охорона здоров'я та соціальна допомога — 18,2 %, будівництво — 16,4 %, мистецтво, розваги та відпочинок — 15,5 %.